# Alejandro Sosa
Alejandro Sosa Pichardo (Ciudad de México México, 6 de agosto de 1986) es un futbolista mexicano que juega de defensa.

## Trayectoria
Debutó con Lobos de la BUAP en el Apertura 2007 de la Primera División A jugando dos torneos 35 partidos 32 como titular su desempeño fue notable para que en el Apertura 2008 fuera registrado en el primer equipo del Club Necaxa logrando debutar en Primera División ingresando de cambio en la derrota de su club frente al Atlas de Guadalajara jugando 44 minutos en el partido después jugó en la siguiente jornada entrando por Obed Rincón en el empate contra Tigres UANL jugando 12 minutos siendo sus últimos en la máxima categoría.
Fue relegado a jugar con el equipo de Segunda División y para el Apertura 2009 fue transferido al Atlante UTN.
Jugó el Apertura 2010 y Clausura 2011 con el Alacranes de Durango.

### Clubes
| Club                 | País                | Año             | Partidos |
| -------------------- | ------------------- | --------------- | -------- |
| Lobos BUAP           | México              | 2007 - 2008     | 35       |
| Club Necaxa          | México              | 2008            | 2        |
| Necaxa Rayos         | México              | 2009            | 23       |
| Atlante UTN          | México              | 2009            | 2        |
| Alacranes de Durango | México              | 2010 - 2011     | 14       |
| Total en su carrera  | Total en su carrera | 2007 - Presente | 76       |

Estadísticas
| Temporada     | Equipo               | Liga | Liga  | Liga  | Liga  | Liga | Liga |
| Temporada     | Equipo               | #    | Part. | Goles | Asis. | TA   | TR   |
| ------------- | -------------------- | ---- | ----- | ----- | ----- | ---- | ---- |
| Apertura 2007 | Lobos BUAP           | 44   | 18    | 0     | 0     | 1    | 0    |
| Clausura 2008 | Lobos BUAP           | 44   | 17    | 0     | 0     | 3    | 0    |
| Apertura 2008 | Necaxa               | 93   | 2     | 0     | 0     | 0    | 0    |
| Clausura 2009 | Necaxa Rayos         | 93   | 23    | 0     | 0     | 2    | 1    |
| Apertura 2009 | Atlante UTN          | 43   | 2     | 0     | 0     | 0    | 0    |
| Apertura 2010 | Alacranes de Durango | 2    | 12    | 0     | 0     | 2    | 0    |
| Clausura 2011 | Alacranes de Durango | 2    | 2     | 0     | 0     | 0    | 0    |

### Resumen estadístico
| Competencia                | Partidos | Goles |
| -------------------------- | -------- | ----- |
| Primera División de México | 2        | 0     |
| Liga de Ascenso de México  | 51       | 0     |
| Segunda División de México | 23       | 0     |
| Total                      | 76       | 0     |